# Glavatičići
Glavatičići su naselje u Boki kotorskoj, u općini Kotor. Pripada oblasti Donji Grbalj, dijelu mikroregije Grbalj.	

## Crkve u Glavatičićima
- Crkva Svete Petke[1]

## Stanovništvo
Stanovništvo Glavatičića je pravoslavne vjeroispovijesti, a čine ga pripadnici sljedećih bratstava:Parapidi, Mikelji, Kraljevići, Baštrice. 

### Nacionalni sastav po popisu 2003.
- Srbi - 67
- Crnogorci - 2